# Куликовская, Евгения Борисовна
Евгения Борисовна Куликовская (родилась 21 декабря 1978 года в Москве, СССР) — российская теннисистка и тренер, мастер спорта международного класса (1998). Победительница четырёх турниров WTA в парном разряде; чемпионка России (1996, зима).

## Спортивная карьера
Игровая и тренерская карьера
Евгения Куликовская начала играть в теннис в семь лет, её первым тренером стал А. Бекунов. В 1992 году начала выступления в турнирах ITF, сыграв один матч в парном разряде. В 1994 году Куликовская стала чемпионкой России среди девушек. В середине года в Польше Евгения дважды подряд вышла в финал турниров ITF в парном разряде, во втором из них завоевав первый в карьере титул на этом уровне, а в конце сезона в Юрмале вышла в первый финал аналогичного турнира в одиночном разряде, проиграв представительнице Беларуси Вере Жуковец. В 1995 году тренером Куликовской стал Артур Тароян. Она стала зимней чемпионкой России в парном разряде, в середине сезона в Польше дважды подряд победила на турнирах ITF в одиночном, а в конце года на престижном юношеском турнире Orange Bowl дошла до финала в парах. В 1996 году Куликовская выиграла зимний чемпионат России в одиночном разряде, по итогам года заняв пятое место в десятке лучших теннисисток страны.
В 1997 году Куликовская была приглашена в сборную России в Кубке Федерации, принеся команде очко во встрече с соперницами из Южной Кореи. В апреле 1998 года в Макарске (Хорватия) она вышла в паре с австрийской теннисисткой Карин Кшвендт в первый в карьере финал турнира WTA, а осенью на турнире в Люксембурге впервые обыграла соперницу из первой двадцатки рейтинга WTA — Иву Майоли.
За 1999 год Куликовская четыре раза играла в финалах турниров WTA в парном разряде, дважды добившись победы. По одному выигранному и одному проигранному финалу с ней играли югославка Сандра Нанчук и ещё одна представительница Австрии Патриция Вартуш. Сезон Евгения впервые окончила в сотне сильнейших теннисисток мира в парном разряде. Следующие два года, однако, оказались неудачными: ни одного финала в турнирах WTA и только один титул на уровне ITF в одиночном разряде. Только в 2002 году она сумела вернуться в форму и за сезон трижды пробилась в финал турниров WTA в парном разряде (дважды с Екатериной Сысоевой, завоевав свой третий титул на этом уровне. К марту 2003 года она поднялась в парном разряде до 46-го места в рейтинге — высшего в карьере. В этом же месяце Куликовская впервые вошла в первую сотню рейтинга в одиночном разряде, к лету поднявшись до 91-й позиции, а в августе добавила к коллекции титулов на турнирах WTA в парах четвёртый, завоёванный в финском Эспоо. Свой последний финал в турнирах ITF она провела весной 2004 года, завершив игровую карьеру в августе того же года.
По окончании выступлений Куликовская — выпускница РСГУ по специальности «Методы преподавания и организация учебно-тренировочного процесса в спортивных учреждениях» — занимается тренерской работой. Она преподаёт в СДЮШОР «Спартак», среди её воспитанников чемпионы и призёры международных юниорских турниров и первенств России.
Стиль игры
Евгения Куликовская является амбидекстром, одинаково хорошо владея обеими руками. На корте она подавала мяч левой рукой, но остальное время играла попеременно левой и правой рукой таким образом, что и слева, и справа наносила удары открытой ракеткой. Куликовская предпочитала игру с задней линии, её любимыми кортами были хардовые, в том числе ковровые, хотя большинство её успехов приходятся на турниры, проходившие на грунтовых кортах.

## Рейтинг на конец года
| Год  | Одиночный рейтинг | Парный рейтинг |
| 2004 | 814               | 260            |
| 2003 | 164               | 68             |
| 2002 | 112               | 69             |
| 2001 | 136               | 213            |
| 2000 | 301               | 130            |
| 1999 | 197               | 92             |
| 1998 | 100               | 129            |
| 1997 | 139               | 100            |
| 1996 | 224               | 260            |
| 1995 | 327               | 281            |
| 1994 | 494               | 290            |
| 1993 | 932               | 585            |

## Выступления на турнирах

### Финалы турнировWTAв парном разряде (10)

#### Победы (4)
| Легенда:                    |
| --------------------------- |
| Турниры Большого Шлема (0)  |
| Олимпиада (0)               |
| Итоговый чемпионат года (0) |
| 1-я категория (0)           |
| 2-я категория (0)           |
| 3-я категория (0)           |
| 4-я категория (0+3)         |
| 5-я категория (0+1)         |

| Титулы по покрытиям | Титулы по месту проведения матчей турнира |
| ------------------- | ----------------------------------------- |
| Хард (0+1)          | Зал (0)                                   |
| Грунт (0+3)         | Зал (0)                                   |
| Трава (0)           | Открытый воздух (0+4)                     |
| Ковёр (0)           | Открытый воздух (0+4)                     |

| №  | Дата           | Турнир              | Покрытие | Партнёрша         | Соперницы в финале                      | Счёт       |
| 1. | 19 апреля 1999 | Будапешт, Венгрия   | Грунт    | Сандра Начук      | Лаура Монтальво Вирхиния Руано Паскуаль | 6-3 6-4    |
| 2. | 7 июня 1999    | Ташкент, Узбекистан | Хард     | Патриция Вартуш   | Ева Бес-Остарис Хисела Риера-Роура      | 7-6(3) 6-0 |
| 3. | 8 июля 2002    | Палермо, Италия     | Грунт    | Екатерина Сысоева | Любомира Бачева Ангелика Рёш            | 6-4 6-3    |
| 4. | 4 августа 2003 | Эспоо, Финляндия    | Грунт    | Елена Татаркова   | Татьяна Перебийнис Сильвия Талая        | 6-2 6-4    |

#### Поражения (6)
| №  | Дата           | Турнир                | Покрытие | Партнёрша         | Соперницы в финале                       | Счёт        |
| 1. | 13 апреля 1998 | Макарска, Хорватия    | Грунт    | Карин Кшвендт     | Тина Крижан Катарина Среботник           | 6-7(3) 1-6  |
| 2. | 2 августа 1999 | Кнокке-Хейст, Бельгия | Грунт    | Сандра Начук      | Елена Вагнер Ева Мартинцова              | 6-3 3-6 3-6 |
| 3. | 15 ноября 1999 | Паттайя, Таиланд      | Хард     | Патриция Вартуш   | Оса Карлссон Эмили Луа                   | 1-6 4-6     |
| 4. | 6 мая 2002     | Варшава, Польша       | Грунт    | Сильвия Талая     | Елена Костанич Генриета Надьова          | 1-6 1-6     |
| 5. | 21 июля 2002   | Сопот, Польша         | Грунт    | Екатерина Сысоева | Светлана Кузнецова Аранча Санчес-Викарио | 2-6 2-6     |
| 6. | 3 февраля 2003 | Хайдарабад, Индия     | Хард     | Татьяна Пучек     | Елена Лиховцева Ирода Туляганова         | 4-6 4-6     |